# Yūka Ichiguchi
Yūka Ichiguchi (市口侑果, Ichiguchi Yūka), née le 3 juillet 1992, est une joueuse de softball internationale japonaise évoluant au poste de joueuse de champ intérieur pour le club du Bic Camera Takasaki Bee Queen.
Elle remporte notamment le Championnat du monde organisée à Haarlem aux Pays-Bas en 2014 puis en termine finaliste lors des deux éditions suivantes en 2016 et en 2018. Lors du retour du softball au programme des Jeux olympiques d'été, organisés à Tokyo en 2021, elle décroche la médaille d'or avec l'équipe du pays hôte.

## Palmarès
- Jeux olympiques
  -  Médaille d'or aux Jeux olympiques d'été de 2020 à Tokyo
- Championnat du monde
  -  Médaille d'or au Championnat du monde de 2014 à Haarlem
  -  Médaille d'argent au Championnat du monde de 2016 à Surrey
  -  Médaille d'argent au Championnat du monde de 2018 à Chiba
- Jeux mondiaux
  -  Médaille d'argent aux Jeux mondiaux de 2022 à Birmingham
- Championnat d'Asie
  -  Médaille d'or au Championnat d'Asie de 2019 à Jakarta
- Jeux asiatiques
  -  Médaille d'or aux Jeux asiatiques de 2018 à Jakarta